# 大島孝雄
大島 孝雄（おおしま たかお、1959年 - ）は、日本の小説家、大学講師。沖縄県石垣市出身、東京都在住。東京芸術大学美術学部を卒業。
2008年、『ガジュマルの家』で第19回朝日新人文学賞受賞。

## 作品リスト
- ガジュマルの家（2008年、朝日新聞出版）
- ばちあたり（『群像』2012年9月号）